# Naidangiin Tüwschinbajar
Naidangiin Tüwschinbajar (mongolisch Найдангийн Түвшинбаяр, * 1. Juni 1984 im Sum Saichan, Bulgan-Aimag) ist ein mongolischer Judoka (Gewichtsklasse Halbschwergewicht – bis 100 kg), der 2008 in Peking Olympiasieger wurde. Er ist der erste Mongole, der jemals olympisches Gold für sein Land gewonnen hat.

## Erfolge
- Bei den Asienspielen 2006 erreichte er den fünften Platz im Schwergewicht und in der offenen Gewichtsklasse.
- 2007 erzielte er bei den Asiatischen Meisterschaften Silber und 2008 Bronze.
- Sein größter Erfolg war die Goldmedaille, die er 2008 in Peking im Kampf gegen den Kasachen Aschat Schitkejew erzielte.
- In London 2012 gewann er die Silbermedaille.